# Jukka Vastaranta
Jukka Vastaranta (né le 29 mars 1984 à Tampere) est un coureur cycliste finlandais. Considéré comme un grand espoir du cyclisme à ses débuts, il ne fut jamais capable de confirmer chez les professionnels. 

## Biographie
Figurant parmi les meilleurs coureurs dans les catégories junior puis espoir, notamment dans l'équipe Rabobank Espoirs, Jukka Vastaranta passe professionnel en 2005 dans l'équipe Rabobank. Sa première victoire a été acquise sur le Ster Elektrotoer, lors d'un sprint.
Jukka Vastaranta rejoint en 2007 l'équipe Jartazi Promo Fashion. Son contrat est annulé en juin 2007 et il se retrouve sans équipe depuis cette période. Il se tourne vers le VTT.
Il rejoint en 2010 l'équipe continentale grecque SP Tableware, qu'il quitte dès juillet.

## Palmarès et résultats

### Palmarès sur route
- 1999
  -  Champion de Finlande sur route juniors
  -  Champion de Finlande du contre-la-montre juniors
  -  Médaillé d'argent du critérium au Festival olympique de la jeunesse européenne
- 2000
  -  Champion de Finlande sur route juniors
  -  Champion de Finlande du contre-la-montre juniors
- 2001
  - Coupe du monde UCI Juniors
  -  Champion de Finlande du contre-la-montre juniors
  - Coupe du Président de la Ville de Grudziądz  :
    - Classement général
    - 3e et 5e étapes

  - 1re étape du Tour de Haute-Autriche juniors
  - Grand Prix Général Patton :
    - Classement général
    - 1re étape

  - Deux Jours du Heuvelland :
    - Classement général
    - 1re et 3e (contre-la-montre) étapes

  - Tour de l'Abitibi :
    - Classement général
    - 3e et 5e (contre-la-montre) étapes

  - 8e du championnat du monde sur route juniors
- 2002
  - Trophée Centre Morbihan :
    - Classement général
    - 1re et 2e (contre-la-montre) étapes

  - Grand Prix Général Patton :
    - Classement général
    - 1re étape

  - 3e étape de la Course de la Paix juniors
  - Remouchamps-Ferrières-Remouchamps
  - 2e du Keizer der Juniores
  -  Médaillé d'argent au championnat du monde sur route juniors
  - 3e de la Coupe du monde UCI Juniors
  - 7e du championnat du monde du contre-la-montre juniors
- 2003
  - Bruxelles-Opwijk
  - Triptyque ardennais
    - Classement général
    - 1re et 3e (contre-la-montre) étapes

  - Flèche ardennaise
  - 1re étape du Tour du Limbourg amateurs
  - 3e et 5ea étapes du Tour de Lleida
  - 2e étape du Tour des Pyrénées (contre-la-montre)
  - 2e du Tour de Lleida
  - 3e du Tour du Limbourg amateurs
  - 8e du championnat d'Europe sur route espoirs
- 2004
  -  Champion de Finlande du contre-la-montre
  - 3e étape de l'Olympia's Tour
  - 3e étape du Circuit des mines
  - 4e étape du Tour de la Manche
  - 2e du Circuit des mines
- 2005
  - 3e étape du Ster Elektrotoer
  - 3e du Tour de Luxembourg

### Résultat sur le Tour d'Espagne
1 participation
- 2005 : abandon (15e étape)

### Palmarès en VTT
- 2009
  -  Champion de Finlande de cross-country
  -  Champion de Finlande de VTT-Marathon
- 2011
  -  Médaillé d'argent au championnat d'Europe de VTT-Marathon
- 2014
  -  Champion de Finlande de cross-country